# Otecknad
Otecknad film (engelska: live-action) är ett filmbegrepp som används i kontrast till animerad film (tecknad, datoranimerad, stopmotion, etc) för att avse film och video inspelade med skådespelare och dekor. Begreppet använts oftast när det tecknade är att betrakta som norm, till exempel när det gäller seriefigurer eller filmer och TV-serier främst riktade till en yngre publik. Begreppet används därför mest av barn för att särskilja icke-animerad film från animerad film. Det mer formella svenska ordet i filmsammanhang är spelfilm.

### Fotnoter
1. ↑  ”Mot barnfilmsträsket och vidare”. Stockholms dramatiska högskola. 19 mars 2012. Arkiverad från originalet den 18 september 2016. https://web.archive.org/web/20160918233627/http://www.barnfilmsbolagen.se/wp-content/uploads/2013/05/Barnfilmsskrift-tryckpdf.pdf. Läst 18 september 2016.